# تربة طفالية

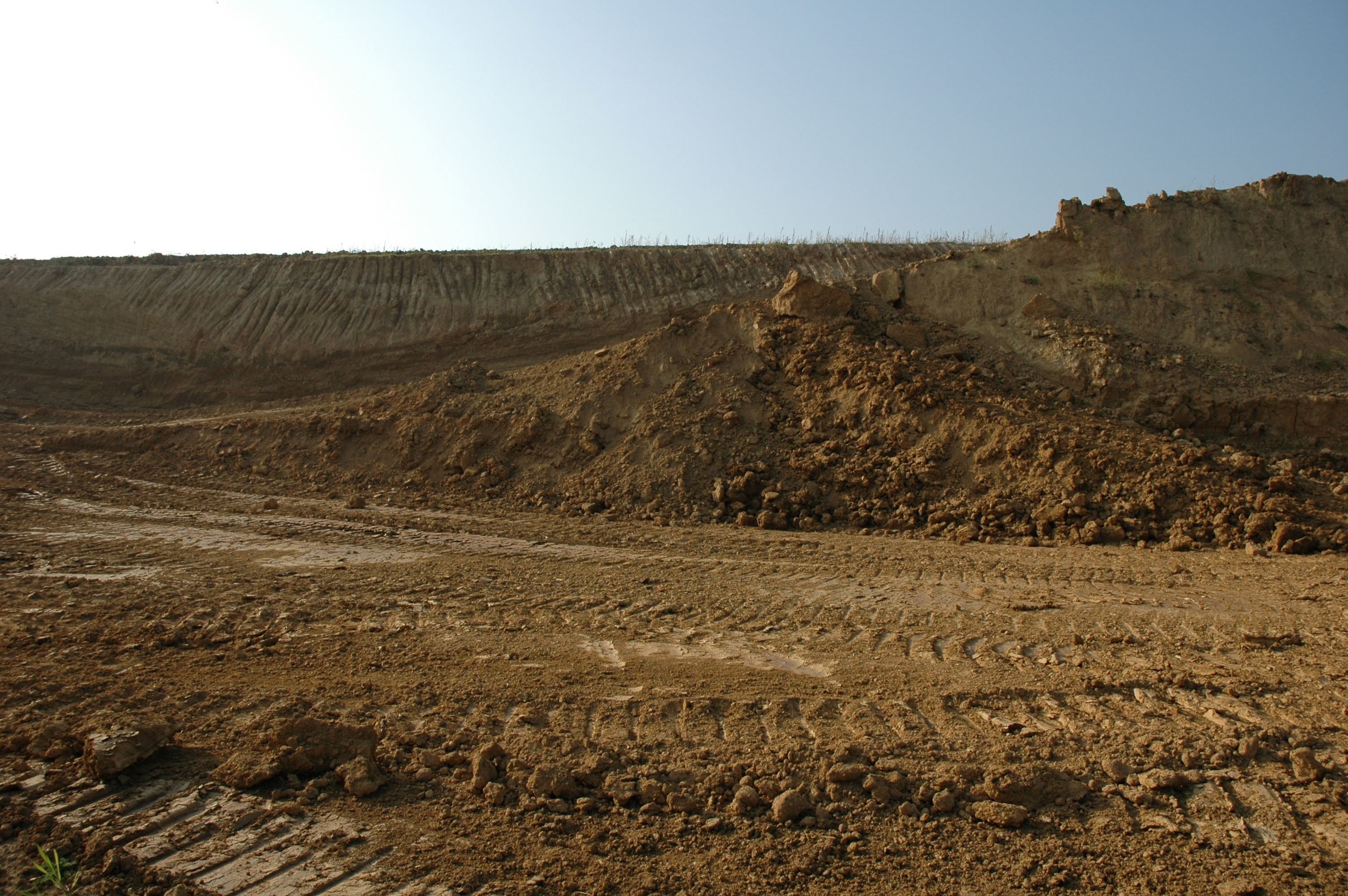
تربة طفالية

التربة الطفالية أو التربة المزيجية (بالإنجليزية: Loamy soil)‏ هي تربة تحتوي خليطاً من الطين والرمل والطمي بنسب متقاربة. هي أفضل أنواع الترب على الإطلاق حيث يسهل العمل بها وليست قاسية ولا تشكل كُتلا كبيرة إذا جفّت. ومن المهم أن تكون التربة كثيفة ومحروثة جيدا حتى يتسنى لجذور النباتات اختراقها بسهولة وبسرعة. وإذا أضيفت الأسمدة العضوية فستكون تربة أكثر من مثالية لزرع النباتات. تتميز أيضاً بأنها تسخن بسرعة في الربيع موفرة الظروف المثلى لنمو النبات، ولا تجف بسرعة في الصيف لأنها قادرة على احتجاز كميات كبيرة من الماء، مما يقلل من تعرض المحصول للجفاف.